# Utvrda Pustograd Tkon
Utvrda Pustograd se nalazi na otoku Pašmanu iznad uvale Zaklopica.

## Opis
Utvrda je sagrađena u 6 stoljeću na otoku Pašmanu ispred koje je bilo naselje, u doba Bizanta. Izrađena je u svojstvu vojne utvrde. Utvrda služi kao osmatračnica, kontrole Zadarskog i Pašmanskog kanala. Služila je kao zaklon stanovništva od napada gusara koji su živjeli oko utvrde.  Izgrađena je od debelih kamenih zidova s malim otvorima radi bolje zaštite. U unutrašnjosti utvrde je izgrađena dvokatnica, ista je upisana u registar RH kulturnog dobra.
Do utvrde se dolazi markiranom stazom od centra mjesta Tkon preko uvale Zaklopica Utvrda je na nadmorskoj visini od 108 metara. S utvrde se proteže prekrasan pogled na Velebit, Vransko jezero, Sveto brdo i Crnopac, koji se vide kao na dlanu kao i cijeli niz otočja u blizini.